# Бутелла, София
Софи́я Буте́лла (фр. Sofia Boutella, араб. صوفيا بوتلة‎) — алжирская и французская танцовщица, модель и актриса.

## Биография
София Бутелла родилась 3 апреля 1982 года в районе Баб-эль-Уэд города Алжир, в семье композитора Сафи Бутелла. В возрасте 5 лет начала заниматься хореографией. Когда Софии было 10 лет, семья переехала во Францию. В школе София занималась художественной гимнастикой (2 место на чемпионате Франции, олимпийская сборная).
Одновременно она занималась хип-хопом и уличными танцами, танцевала в группе Vagabond Crew. В 2006 году выиграла World Championship HipHop Battle. Окончила Музыкальный колледж Беркли.
Работала с хореографом Бьянкой Ли (среди работ которой хореография клипа Daft Punk «Around the World»), снималась в рекламных роликах. В 2002 году снялась в фильме DJ: Le Defi, затем последовали две небольшие роли в фильмах Permis d’aimer и Les Cordier: juge et flic.
Снявшись в рекламном ролике Nikewoman 2005, в 2006 году она стала лицом фирмы Nike.
Работала с хореографом Джейми Кингом при съёмке видео «RockStar Workout». Затем стала участницей танцевальной группы Мадонны, снималась в её видеоклипах «Hung Up» и «Sorry». Также работала с Рианной, Мэрайей Кэри, Джастином Тимберлейком, Бритни Спирс, Jamiroquai, Bodyrockers, Black Eyed Peas, Foo Fighters и другими артистами.
В 2009 году Бутеллу отобрали в танцевальную группу Майкла Джексона, однако впоследствии она была вынуждена отказаться от выступлений с певцом, так как даты его турне совпадали с гастролями Мадонны, с которой у девушки был подписан контракт.
В феврале 2011 года снялась в посмертном клипе Майкла Джексона «Hollywood Tonight».
В 2012 году снялась в фильме «Уличные танцы 2», где сыграла главную роль Евы — девушки, которая учит главного героя латиноамериканским танцам, становится его возлюбленной и помогает выиграть танцевальный турнир.
В 2015 году вышел фильм с её участием «Kingsman: Секретная служба».
В 2016 году вошла в основную команду фильма «Стартрек: Бесконечность».
В 2017 году вышел фильм «Мумия» с Софией и Томом Крузом в главной роли.
В мае 2018 года на Каннском кинофестивале состоялась премьера нового фильма Гаспара Ноэ «Экстаз», в котором София Бутелла исполнила главную роль.
В августе 2014 года у Софии начались отношения с её партнером по фильму Jet Trash Робертом Шиэном. В 2018 году пара объявила о расставании.
В 2021 году на экраны кинотеатров вышел научно-фантастический триллер «Заложники Марса», в котором София Бутелла сыграла одну из двух главных ролей. Действие «Поселенцев» происходит в отдалённой усадьбе на Марсе, где семья беженцев с Земли отчаянно борется за существование. Появляются незнакомцы, пытающиеся прогнать их из усадьбы, и девятилетняя девочка (её играет юная Бруклин Принс) сталкивается с жестокой реальностью, которую мать (София Бутелла) и отец долгое время старались скрыть от неё. Бутелла заявила в интервью журналу «Entertainment Weekly», что чувствовала особую связь с персонажем Принс и не могла не проводить сравнения с собственным детством. О самой юной актрисе Бутелла сказала: «Каждый день на съёмочной площадке с ней был невероятным»… Она очень интуитивна и эмоциональна. Она ещё ребёнок, но я легко могла бы вести с ней взрослые разговоры, которые я очень ценю".

## Фильмография
| Год  |    | Русское название                     | Оригинальное название                       | Роль               |
| ---- | -- | ------------------------------------ | ------------------------------------------- | ------------------ |
| 2002 | ф  | Супер ДиДжей                         | DJ: Le défi                                 | Самиа              |
| 2004 | с  | Кордье — стражи порядка              | Les Cordier, juge et flic                   | Майя               |
| 2005 | тф | Разрешение на любовь                 | Permis d'aimer                              | Лила               |
| 2006 | мф | Азур и Азмар                         | Azur et Asmar                               | фея эльфов         |
| 2012 | ф  | Уличные танцы 2                      | StreetDance 2                               | Ева                |
| 2014 | ф  | Монстры 2: Тёмный континент          | Monsters: Dark Continent                    | Ара                |
| 2015 | ф  | Kingsman: Секретная служба           | Kingsman: The Secret Service                | Газель             |
| 2016 | ф  | Рейд тигров                          | Tiger Raid                                  | Шадха              |
| 2016 | ф  | Стартрек: Бесконечность              | Star Trek Beyond                            | Джейла             |
| 2017 | ф  | Взрывная блондинка                   | Atomic Blonde                               | Дельфина Лассаль   |
| 2017 | ф  | Мумия                                | The Mummy                                   | принцесса Аманет   |
| 2017 | ф  | Kingsman: Золотое кольцо             | Kingsman: The Golden Circle                 | Газель             |
| 2018 | ф  | 451 градус по фаренгейту             | Fahrenheit 451                              | Кларисса Маклеллан |
| 2018 | ф  | Отель «Артемида»                     | Hotel Artemis                               | Ница               |
| 2018 | ф  | Экстаз                               | Climax                                      | Сельва             |
| 2019 | с  | Современная любовь                   | Modern Love                                 | Ясмин              |
| 2021 | ф  | Узники страны призраков              | Prisoners of Ghostland                      | Бернис             |
| 2021 | ф  | Заложники Марса                      | Settlers                                    | Ильза              |
| 2022 | с  | САС: Неизвестные герои               | SAS: Rogue Heroes                           | Ив                 |
| 2022 | с  | Кабинет редкостей Гильермо дель Торо | Guillermo del Toro’s Cabinet of Curiosities | доктор Захра       |
| 2023 | ф  | Мятежная Луна: Дитя огня             | Rebel Moon — Part One: A Child of Fire      | Кора               |
| 2024 | ф  | Мятежная Луна: Оставляющая шрамы     | Rebel Moon: The Scargiver                   | Кора               |
| 2024 | ф  | Аргайл: Супершпион                   | Argylle                                     | Саба Аль-Бадр      |
| 2024 | ф  | Игра киллера                         | The Killer’s Game                           | Маиза              |
| 2025 | ф  | Дримквиль                            | DreamQuil                                   | Ребекка            |

## Награды и номинации
| Год  | Награда          | Категория                         | Работа  | Результат |
| ---- | ---------------- | --------------------------------- | ------- | --------- |
| 2017 | CinemaCon Award  | Female Star of Tomorrow           |         | Победа    |
| 2018 | «Золотая малина» | Худшая женская роль второго плана | «Мумия» | Номинация |